# Live by the Sea
Live by the Sea es una grabación en vivo de la banda de rock británica Oasis, fue lanzada en DVD y VHS. El concierto que sirvió para este lanzamiento se llevó a cabo en Southend Cliffs Pavilion el 17 de abril de 1995, el cual también se usó para los videos Rock 'n' Roll Star y Cigarettes & Alcohol. El título del video fue tomado de un tramo de la canción "(It's Good) to Be Free".
Lista de temas
Todas las canciones fueron escritas por Noel Gallagher, excepto I Am the Walrus (Lennon/McCartney)
1. "Rock 'n' Roll Star"
2. "Columbia"
3. "Digsy's Dinner"
4. "Some Might Say"
5. "Live Forever"
6. "Up in the Sky"
7. "Acquiesce"
  - En el final Noel tocó las notas de la canción "Sally Cinnamon" de The Stone Roses.
8. "Headshrinker"
9. "(It's Good) to Be Free"
10. "Cigarettes & Alcohol"
11. "Married with Children"
12. "Sad Song" *
13. "D'Yer Wanna Be a Spaceman?" *
  - Esta canción no llegó a completarse debido a que Noel se equivocó en una parte.
14. "Talk Tonight" *
15. "Slide Away"
16. "Supersonic"
17. "I Am the Walrus"

* Solo acústico de Noel Gallagher

## Personal
- Liam Gallagher – voz
- Noel Gallagher – guitarra, coros, voz
- Paul "Bonehead" Arthurs – guitarra rítmica, Guitarra principal en Up in the Sky
- Paul McGuigan – bajo eléctrico
- Tony McCarroll – batería

- Datos: Q2534662